# Is There Love in Space?
Is There Love in Space? es el décimo álbum de estudio del guitarrista y compositor estadounidense Joe Satriani Lanzado el 13 de abril de 2004.

## Lista de temas
- Todos fueron escritos por Joe Satriani.

1. «Gnaahh» – 3:33
2. «Up in Flames» – 4:33
3. «Hands in the Air» – 4:27
4. «Lifestyle» – 4:34
5. «Is There Love in Space?» – 4:50
6. «If I Could Fly» – 6:31
7. «The Souls of Distortion» – 4:58
8. «Just Look Up» – 4:50
9. «I Like the Rain» – 4:00
10. «Searching» – 10:07
11. «Bamboo» – 5:45

Pistas adicionales
1. «Tumble»
2. «Dog with Crown & Earring»

## Personal
- Joe Satriani: guitarra, bajo, teclados, harmónica, voz.
- Matt Bissonette: bajo.
- Jeff Campitelli: batería, percusión.